# ビセンテ・アランダ
ビセンテ・アランダ・エスケラ（Vicente Aranda Ezquerra, スペイン語: [biˈθente aɾanˈða eθˈkera], 1926年11月9日 – 2015年5月26日）は、スペイン・バルセロナ出身の映画監督・脚本家・映画プロデューサー。

## 人物
ゴヤ賞の監督賞には計6度ノミネート（1度受賞）されており、作品賞には1度ノミネート（1度受賞）されている。脚色賞に4度、脚本賞に1度、ドキュメンタリー賞に1度ノミネートされている。カンヌ国際映画祭ではパルムドールに1度ノミネートされており、ベルリン国際映画祭では金熊賞に2度ノミネートされている。1988年にはスペイン映画国民賞を受賞。
国際的な成功をおさめた映画として、1991年のフィルム・ノワール映画『アマンテス/愛人』がある。当初はテレビドラマとして計画されたため、出演者・スタッフともに少人数であり、屋外ロケも少なかった。アランダ作品の常連であるビクトリア・アブリルやマリベル・ベルドゥ、ホルヘ・サンスなどが出演している。この映画はゴヤ賞で作品賞や監督賞を、ベルリン国際映画祭ではアブリルが主演女優賞を、フランドル国際映画祭ではベルドゥが特別な視点賞を受賞している。この映画はアランダ最高の作品とされており、「スペイン映画の古典」となった。また、この映画からアランダの評価が高まった。

## 経歴
アランダ家は貧しい大家族であり、ビセンテが生まれる20年前にアラゴン地方からカタルーニャ地方のバルセロナに移住していた。ビセンテ・アランダは1926年11月9日にバルセロナに生まれた。
父親は旅の多いカメラマンであり、アランダが7歳の時に亡くなった。幼少期の1930年代後半にはスペイン内戦が勃発し、アランダ家は敗れた共和派に肩入れしていた。
内戦初期、一家は母親の故郷であるアラゴン地方のペニャルバに疎開したが、この村はアラゴン戦線に近く悲惨な状況であり、内戦が終結していない1938年にバルセロナに戻った。
内戦終結後には多くの時間を地元の映画館で過ごした。母親はアランダが映画館に入り浸るのをこころよく思わず、彼が帰宅するなり、当時の映画に使用されていた消毒剤の匂いを嗅いだ。アランダは義務教育を終えることはなく、13歳の時には家計を支えるために働きはじめた。地元の町で様々な職に就き、1952年には兄のパルミロとともに南米のベネズエラに向かった。ベネズエラへの移住は経済的・政治的理由による。ベネズエラではアメリカの海運業者の貨物技術者として働き、やがてNCRコーポレーションで指揮を執った。
ベネズエラ移住から7年後の1959年にスペインに戻って結婚（一度目）した。
アランダは小説家になることを望んだが、小説家としては芽が出なかった。
カタルーニャの著名な文化人と出会い、映画製作の道に進むよう励まされた。高校を卒業していなかったためにマドリードの国立映画学校への入学を許されなかったが、地元のバルセロナで完全に独学によって長編映画製作の方法を学んだ。アランダはバルセロナ映画学校（カタルーニャの映画人による運動体）の創設メンバーのひとりである。
40代に近づいた1966年には、初めて長編映画「ファタ・モルガーナ」Fata Morgana が公開された。
60代となっていた1988年には『El Lute』で初めてゴヤ賞の監督賞にノミネートされ、60代半ばの1991年には『アマンテス/愛人』でゴヤ賞監督賞や作品賞を受賞した。同時に国際的な名声も得て、1980年代末から2000年代前半までは充実した時期を過ごした。
映画監督デビューは遅かったが、デビューの後の40年以上の監督生活で27本の長編映画を製作した。1980年代半ばから映画編集をしていた、30歳年下のテレサ・フォントと結婚（再婚）し、2人の娘を儲けた。

## フィルモグラフィー
- 1966 - Fata Morgana (フィルムセンター「スペイン映画の史的展望<1951～1977>」無字幕上映題「ファタ・モルガーナ」)
- 1972 - 『鮮血の花嫁』La novia ensangrentada
- 1976 - 『セックス・チェンジ』Cambio de Sexo
- 1980 - La Muchacha de las Bragas de Oro
- 1982 - Asesinato en el Comité Central
- 1984 - 『ファニー 紫の血の女』À coups de crosse / Fanny "Pelopaja"
- 1984 - El Crimen del Capitán Sánchez
- 1986 - Tiempo de Silencio
- 1987 - El Lute
- 1988 - El Lute II, mañana seré libre
- 1989 - Si te dicen que caí (VHS発売題「ボルテージ」)
- 1990 - Los Jinetes del Alba
- 1991 - 『アマンテス/愛人』Amantes
- 1993 - El amante bilingüe
- 1993 - Intruso (DVDスルー題「危険な欲望｣)
- 1994 - La Pasión Turca (VHS発売題「悦楽の果て」)
- 1995 - Lumière et Compagnie (バルセロナ編) (映画祭上映題「リュミエールと仲間たち」／DVD題「キング・オブ・フィルム/巨匠たちの60秒」)
- 1996 - Libertarias (BS放映題「リベルタリアス／自由への道」)
- 1998 - La mirada del otro (DVDスルー題「セクシャリティーズ」)
- 1999 - Celos
- 2001 - 『女王フアナ』Juana la Loca
- 2003 - 『carmen. カルメン』[11]Carmen
- 2006 - Tirant lo Blanc
- 2007 - Canciones de Amor en Lolita's Club (DVDスルー題「クラブ・ロリータ」)
- 2009 - Luna Caliente (DVDスルー題「ザ・レイプ　獣慾」)

## 受賞・ノミネート

### ゴヤ賞
| 年   | カテゴリー         | 作品                           | 結果       |
| ---- | ------------------ | ------------------------------ | ---------- |
| 1988 | 監督賞             | El Lute                        | ノミネート |
| 1989 | 脚色賞             | El Lute II, mañana seré libre  | ノミネート |
| 1990 | 監督賞             | ボルテージ Si te dicen que caí | ノミネート |
| 1990 | 脚色賞             | ボルテージ Si te dicen que caí | ノミネート |
| 1992 | 作品賞             | アマンテス/愛人                | 受賞       |
| 1992 | 監督賞             | アマンテス/愛人                | 受賞       |
| 1992 | 脚本賞             | アマンテス/愛人                | ノミネート |
| 1994 | 監督賞             | 危険な欲望                     | ノミネート |
| 1994 | 脚色賞             | El Amante Bilingüe             | ノミネート |
| 1995 | 監督賞             | 悦楽の果て La Pasión Turca     | ノミネート |
| 1995 | 脚色賞             | 悦楽の果て La Pasión Turca     | ノミネート |
| 2002 | 監督賞             | 女王フアナ                     | ノミネート |
| 2005 | ドキュメンタリー賞 | ¡Hay motive!                   | ノミネート |

### その他
| 年   | 映画祭/映画賞      | カテゴリー   | 作品                          | 結果       |
| ---- | ------------------ | ------------ | ----------------------------- | ---------- |
| 1988 | カンヌ国際映画祭   | パルムドール | El Lute II, mañana seré libre | ノミネート |
| 1991 | ベルリン国際映画祭 | 金熊賞       | アマンテス/愛人               | ノミネート |
| 1998 | ベルリン国際映画祭 | 金熊賞       | セクシャリティーズ            | ノミネート |

## 文献
- Alvarez, Rosa & Frias, Belen. Vicente Aranda:  El Cine Como Pasión. Huelva, XX Festival de Cine Iberoamericano de Huelva, 1994, ISBN 84-87737-04-8
- Benavent, Francisco María. Cine Español de los Noventa. Ediciones Mensajero, 2000, ISBN 84-271-2326-4
- Cánovás, Joaquín (ed.), Varios Autores: Miradas sobre el cine de Vicente Aranda. Murcia: Universidad de Murcia, 2000, ISBN 84-607-0463-7
- Colmena, Enrique. Vicente Aranda. Cátedra, Madrid, 1986, ISBN 84-376-1431-7
- D’Lugo, Marvin.  Guide to the Cinema of Spain. Greenwood Press, 1997. ISBN 0-313-29474-7
- Guarner, José Luis. El Inquietante Cine de Vicente Aranda. Imagfic, D.L.1985
- Majarín, Sara. Una vida de cine: Pasión, Utopía, Historia: Lecciones de Vicente Aranda. Editorial Zumaque S.L., 2013. ISBN 9788494011016
- Jordan, Barry & Morgan-Tomosunas, Rikki. Contemporary Spanish Cinema, Manchester University Press, 1998, ISBN 0-7190-4413-8
- Mira, Alberto. Historical Dictionary of Spanish Cinema. The Scarecrow Press, 2010, ISBN 0-8108-5957-2
- Perriam, Chris.  Stars and Masculinity in Spanish Cinema: From Banderas to Bardem. Oxford University Press, 2003. ISBN 0-19-815996-X.
- Stone, Rob, Spanish Cinema. Pearson Education, 2002, ISBN 0-582-43715-6
- Torres, Augusto. Diccionario del cine Español. Espasa Calpe, 1994, ISBN 84-239-9203-9
- Vera, Pascual. Vicente Aranda. Ediciones J.C, Madrid, 1989, ISBN 84-85741-46-3